# 岩出市立上岩出小学校
岩出市立上岩出小学校（いわでしりつ かみいわでしょうがっこう）は、和歌山県岩出市水栖にある公立小学校。

## 沿革
- 1885年（明治18年）10月12日 - 水栖大日寺院にて、水栖小学校として開校。
- 1896年（明治29年） - 上岩出尋常小学校と改称。
- 1941年（昭和16年）4月1日 - 国民学校令により、上岩出国民学校と改称。
- 1947年（昭和22年）4月1日 - 学制改革により、上岩出村立上岩出小学校と改称。
- 1954年（昭和29年） - 校歌制定。
- 1956年（昭和31年）9月30日 - 那賀郡上岩出村が町村合併して岩出町に含まれたのに伴い、岩出町立上岩出小学校と改称。
- 1985年（昭和60年） - 創立百周年記念式典を挙行。
- 1987年（昭和62年）4月 - 岩出市立岩出第二中学校の新設に伴い、中学通学区が岩出市立岩出中学校から岩出第二中学校へ変更される。
- 2001年（平成13年）月日 - 岩出町立中央小学校を分離。
- 2006年（平成18年）4月1日 - 岩出町の市制施行により、岩出市立上岩出小学校と改称。

## 通学区
- 岩出市
  - 岡田（1､2）、溝川（199-1､199-2､199-4､200-2､202～273､274-3）、高塚（143～186）、水栖（1～203､257～260､375-3､381-5､382-2～384､392～676､679､689～695､697､700～701）、野上野（313～323-1､324-1､337-4～354､355-3､356-3､358-3､367､370-1､370-4､371-1､372～386-1､387､399-1､400～407-1､408､409-3～411､412-3､419-3､419-4､421-1､422-1､423～435）、北大池（1～333､352､379～381､385～395､440、南大池、東坂本、新田広芝、西国分（1～658-1､659～673､676～679､682､683､684-2､685-2～700､704～724､728～776､778～785､806-2～）

卒業生は基本的に岩出市立岩出第二中学校に進学する。

## 周辺
- 岩出水栖郵便局

## 交通
- JR西日本和歌山線岩出駅から北へ1.5km
- 和歌山バス那賀 東坂本バス停から南へ600m
- 岩出市巡回バス 水栖バス停
- 和歌山県道131号新田広芝岩出停車場線沿い

## 通学区域が隣接している学校
- 岩出市立中央小学校
- 岩出市立岩出小学校
- 紀の川市立田中小学校
- 紀の川市立池田小学校

その他、いずれの学校の校区にも指定されていないとみられる地域を挟んで、岩出市立根来小学校の校区も近い。